# L'urlo (singolo)
L'urlo, originariamente pubblicato col titolo de L'urlo/La solitudine, è un singolo del cantante italiano Zucchero Fornaciari pubblicato nel 1992 come primo estratto dall'album Miserere.

## Descrizione
Il brano, che anticipò, nell'estate del 1992, l'album dal quale fu estratto, è una cover di Karate degli Emperors, riproposta anche da Santana con il titolo di Everybody's Everything. Il testo, dopo anni e su consiglio del collega Vasco Rossi, prima della pubblicazione de La sesión cubana, fu modificato dallo stesso Zucchero che, all'epoca della prima incisione, aveva voluto "osare" con espressioni vicine a quelle usate da Fabrizio De André in Un giudice.
L'urlo fu cantata da Zucchero al celebre evento Woodstock '94, in cui il bluesman reggiano era l'unico cantante italiano presente.

## Tracce
Inizialmente il singolo fu pubblicato unicamente per il mercato italiano, e per la prima volta solo in supporto video, su videocassetta.
A questa edizione succedettero altre versioni in CD singolo e CD maxi.
Testi e musiche di Zucchero eccetto dove diversamente indicato.

### VHS
- COD: Polydor 500 201-7

1. L'urlo – 3:21 (musica: Michael Brown, Tyrone Moss)
2. Making of

### CD Singolo
- COD: London Records 864 880-2

1. L'urlo – 3:21 (musica: Michael Brown, Tyrone Moss)
2. Miserere (feat. Luciano Pavarotti) – 4:12

## Video musicale
- L'urlo (live at Woodstock '94), su YouTube.
- L'urlo (live Una rosa blanca 2012), su YouTube.

## Successo commerciale
Il videosingolo vendette 10 000 copie solo in prevendita.